# جون هارفي (سياسي)
جون هارفي (بالإنجليزية: John Harvey)‏ هو سياسي بريطاني (وحمل سابقاً جنسية المملكة المتحدة لبريطانيا العظمى وأيرلندا)، ولد في 4 أبريل 1920، وتوفي في 13 يناير 2008. حزبياً، نشط في حزب المحافظين. في الانتخابات العامة في المملكة المتحدة 1955 ‏، انتخب عضو البرلمان الحادي والأربعين للمملكة المتحدة ‏ عن دائرة Walthamstow East (UK Parliament constituency) ‏ (26 مايو 1955 – 18 سبتمبر 1959) وفي الانتخابات العامة في المملكة المتحدة 1959 ‏، انتخب عضو البرلمان الثاني والأربعون للمملكة المتحدة ‏ عن دائرة Walthamstow East (UK Parliament constituency) ‏ (8 أكتوبر 1959 – 25 سبتمبر 1964) وفي الانتخابات العامة في المملكة المتحدة 1964 ‏، انتخب عضو البرلمان الثالث والأربعون للمملكة المتحدة عن دائرة Walthamstow East (UK Parliament constituency) ‏ (15 أكتوبر 1964 – 10 مارس 1966).